# 이창명
이창명(1969년 12월 27일 ~ )은 대한민국의 희극 배우 출신 방송인이다. 충청남도 금산군 출신으로, 1992년 7월 KBS 대학개그제 2기(공채 9기)에서 금상을 받으면서 데뷔했으나 매일 지나가는 행인 역할 위주였으며 1993년 후반기의 어느 날 예능 퀴즈 프로에서 섭외가 들어왔지만 개그맨 방송 녹화일과 겹쳤음에도 하고 싶어서 출연하기로 했다.
하지만, 스튜디오마다 모니터가 있어서 다른 스튜디오에서 무슨 녹화하는지 선배들이 실시간으로 볼 수 있다는 이유 탓인지 벌벌 떨면서 스튜디오로 가 보니 개그맨 기수별로 서 있었고 이에 뺨을 빨갛게 만든 뒤 몇 대 맞은 것처럼 연출했으며 이로 인해 KBS 예능 프로그램 1년 출연이 정지됐으나 자숙 당시    곧바로 MBC  TV 개그맨 콘테스트 5기(94년) 시험을 보러 갔지만 이 것이 실시간 생중계가 되자 선배들로부터 "배신자" 소리를 들어 또다시 KBS 예능 프로그램 1년 출연정지를 당해야 했다.

## TV
- KBS 2TV 《한바탕 웃음으로 - 신인류의 사랑》 (1993년)
- KBS 2TV 《웃음은 행복을 싣고》
- KBS 1TV → KBS 2TV 《TV는 사랑을 싣고》
- KBS 2TV 《풍물기행 세계를 가다》 (1995년)
- KBS 2TV 《슈퍼 선데이》 (1997년)
- KBS 2TV 《자유선언 오늘은 토요일》
- KBS 2TV 《시사터치 코미디파일》 (1999년)
- KBS 2TV 《슈퍼 TV 일요일은 즐거워 - 출발 드림팀》 MC (1999년~2003년)
- KBS 2TV → KBS 1TV 《확인 베일을 벗겨라》
- KBS 2TV 《접속 해피타임》
- KBS 2TV 《행복채널》
- KBS 2TV → KBS 1TV 《전국최강 슈팅스타》
- KBS 2TV 《발견천하 유레카》
- SBS TV 《코미디쇼 오 해피데이》 (2001년)
- SBS TV 《월드컵 우리가 간다》 (2002년)
- KBS 2TV 《폭소클럽》
- MBC TV 《방방곡곡 해피트레인》(2006년)
- EBS 1TV 《과학실험 사이펀》(2008년)
- KNN 《맛있는 아시아 푸드헌터》(2008년)
- KBS 2TV 《출발 드림팀 시즌2》 MC (2009년~2016년)
- KBS N 스포츠 《도전가족골프왕》 MC (2010년)
- 채널A 《머니타워》 (2013년)
- MBN 《달려라 꽃마차》 (2014년)
- SBS Plus 《좋은 친구들》 (2019년)

## 라디오
- KBS 제2라디오 《이영자, 이창명의 싱싱한 12시》 (2003년 10월 20일 ~ 2004년 4월 25일)
- KBS 제2라디오 《해피투데이 이창명, 이지연입니다》 (2004년 4월 26일 ~ 2005년 5월 1일)
- OBS 라디오 《이창명, 이유나의 굿모닝 OBS》 (2023년 3월 31일 ~ 2024년 2월 18일)
- OBS 라디오 《이창명의 특송》 (2024년 2월 19일 ~)

## 영화
- 《영구와 공룡 쮸쮸》 - 단역(엑스트라)
- 《티라노의 발톱》 - 원시인 역(단역/엑스트라)
- 《키스할까요?》 - 특별출연 (철가방 역)
- 《공포특공대》
- 《뚫어야 산다》 - 단역(엑스트라)

## 광고
- 신세기통신 파워디지털 017 - 개그맨 김국진과 함께 출연
- 레고
- 오뚜기 로얄햄버그 카레·로얄햄버그 짜장
- 오뚜기 스튜 - 선우은숙과 함께 출연
- 오뚜기 짜장파티
- 롯데푸드
- 팔도 비빔면
- CJ 제일제당 하선정 전용액젓

## 저서
- 1999년 3월 《올가 올가》
- 2009년 11월 《이창명처럼만 안하면 30억 벌 수 있다》

## 홍보대사
- 2008년 5월 양천구 홍보대사
- 2008년 12월 안면도 국제 꽃박람회 홍보대사
- 2009년 12월 코레일 투어서비스 홍보대사
- 2013년 5월 I리그 홍보대사

## 경력
- 2006년 3월 중부대학교 엔터테인먼트학과 초빙교수

## 사건
- 2000년 12월 11일에 방영된 KBS 2TV 행복채널에서 장애인이 태어나는 이유는 깨끗하지 못한 성관계 때문이라는 장애인 비하발언을 하여 네티즌들과 시청자들로부터 공분을 샀으며 방송 도중 하차했지만 이에 따라 네티즌들과 시청자들은 출발 드림팀에서도 하차할 것을 요구했다.

- 2016년 4월 20일 포르쉐 카이엔을 타다가 서울 영등포구 여의도동의 한 횡단보도에 있는 신호등을 들이받는 사고 후 도주했으나 경찰서에서 소환하여 조사를 받았다. 이날 경찰조사에서 "음주운전을 한적이 없다"고 주장하면서 공황장애와 과호흡증을 이유로 거짓말 탐지기 조사는 거부했다.[4] 그러나 위드마크 공식 대입결과 면허취소 수치의 혈중알콜농도가 나왔다. 서울남부지방법원은 1심에서 2017년 4월 20일 음주운전에 대해 무죄를 선고했다.

## 수상 경력
- 1992년 KBS 대학개그제 금상
- 2002년 KBS 연예대상 최우수 코너상 연예오락부문 (슈퍼TV 일요일은 즐거워 - 출발 드림팀)
- 2011년 12월 24일 KBS 연예대상 프로듀서 특별상
- 2012년 2월 7일 KBS 1대100에서 마지막 남은 한사람과의 접전끝에 승리하여 5000만원을 가져갔다.

## 저서
- 《이창명처럼만 안하면 30억 벌 수 있다》(중앙 M&B, 2009) ISBN 9788964561393 / ISBN 9788983759054
- 《올가 올가》(책과길, 1999) ISBN 8987351122

| 1 대 100 우승자               |                              |                               |
| 이전                          | 이창명                       | 다음                          |
| 장진영                        | 이창명                       | 유민상                        |
|                               |                              |                               |
| 2011년 5월 24일, 202회 방송분 | 2012년 2월 7일, 233회 방송분 | 2012년 9월 25일, 264회 방송분 |

## 같이 보기
- 출발 드림팀
- TV는 사랑을 싣고
- 이상인
- 박수림
- 유재석
- 이휘재
- 김한석
- 김종국 (가수)
- 김승현
- 유승준
- 조성모
- 박남현
- 김국진
- 차태현
- 홍석천
- 임창정
- 염경환
- 배동성
- 허동환
- 김종국 (희극인)
- 김종석
- 이상벽
- 이금희
- 김용만
- 윤정수
- 강호동
- 신동엽
- 최수종
- 김의환
- 김병만
- 박준형
- 남창희
- 이병진
- 조우종
- 붐
- 박태호
- 김형인
- 지석진
- 김구라
- 권영찬
- 송은이
- 이웅호
- 임하룡
- 심형래
- 김한국
- 전유성
- 이원구
- 염정아
- 이영애
- 전도연
- 최지우
- 김희선
- 이영자
- 김혜수
- 엄정화
- 차인표
- 장동건
- 은지원
- 문희준
- 강수지
- 변진섭
- 홍서범
- 배영란